# Saint-Méloir-des-Bois
Saint-Méloir-des-Bois település Franciaországban, Côtes-d’Armor megyében. Lakosainak száma 272 fő (2022. január 1.). Saint-Méloir-des-Bois Bourseul, Corseul, Jugon-les-Lacs-Commune-Nouvelle, Mégrit, Plélan-le-Petit és Saint-Michel-de-Plélan községekkel határos.

## Népesség
A település népessége az elmúlt években az alábbi módon változott:
| Lakosok száma | 252  | 216  | 236  | 266  | 261  | 258  | 258  | 265  | 267  | 272  |
|               | 1968 | 1982 | 1990 | 2006 | 2013 | 2015 | 2017 | 2019 | 2020 | 2022 |